# 독살 (어업)
독살은 해안에 돌을 쌓아 밀물이 되면 고기가 같이 들어왔다가 썰물이 되면 물이 빠지면서 돌담에 남는 고기를 잡는 전통적인 고기잡이 방법이다. 돌로 담을 쌓기 때문에 한자어로 석방렴(石防簾)이라고 부르고 서해안 지역에서는 독살 외에 ‘독장’, ‘쑤기담’이라고도 부르고 제주도에서는 ‘원담’이라 부른다.
방법은 밀물 때 들어온 물고기가 돌담에 갇혀 썰물 때 빠져나가지 못하고 얕은 물에 놀게 되면 뜰망(‘족바지’)으로 떠서 잡는 것이다. 주로 숭어, 전어, 새우, 멸치 등 연안의 작은 물고기를 잡는다. 설치장소는 해안 지형이 굴곡지며 가까운 거리에 작은 섬이 있는 곳이 적합한 곳이다. 완만한 경사를 이루며 썰물 때에도 돌담 안에 물이 약간 남아 있어야 좋다. 돌담의 길이는 보통 100m 내외이며 대형은 300m나 되는 것도 있다. 담을 쌓는 방법은 밑 부분은 큰 돌로 세줄 정도 쌓고 점점 위로 갈수록 폭이 좁아지면서 작은 돌을 쌓는다. 돌과 돌 사이 성긴 부분은 잔돌이나 자갈로 채워 넣는다. 돌담 안쪽은 반듯이 쌓고 바깥쪽은 경사가 지게 한다. 깊은 곳의 높이는 사람 가슴에서 키 정도이며 육안으로 갈수록 낮아진다. 돌담의 형태는 타원형이나 기역자 모양을 하며 중간 부분에 물고기가 모일 수 있도록 약간 깊은 웅덩이가 있으며 어떤 곳에는 물고기가 들어가도록 임통‘쑤기통’을 설치하기도 하였다. 쌓을 때는 많은 노동력이 필요하기 때문에 가족 모두 동원되기도 하고 일품을 사기도 한다. 또한 완성 후에도 1년에 2～3차례씩 파도에 허물어진 곳을 보수해주어야 한다. 어로작업은 매우 간단하다. 하루 두 번 썰물 때에 맞추어 대바구니‘조락와'과 뜰망‘족바지'를 가지고 어로장소에 나간다. 돌담을 타고 웅덩이 있는 곳으로 가 모여 있는 물고기를 뜰망으로 건져 대바구니에 담는다. 많이 잡힐 때는 대바구니 3～4개에 가득 찰 정도로 잡았다고 한다.
근래에는 물고기가 잡히지 않고 보수 관리에 많은 어려움 때문에 점점 훼손되어 거의 남아있지 않지만 제주도와 최대 밀집지역인 태안반도에 100여개가 남아있다.